# Cupa Ciprului
Cupa Ciprului (greacă Κύπελλο Κύπρου) este principala competiție fotbalistică eliminatorie de cupă din Cipru, organizată și gestionată de Asociația de Fotbal a Ciprului.

## Istoric
Cupa Cipriotă, cunoscută oficial sub numele de Cupa Cipriotă Coca-Cola a Diviziei I și a II-a (greacă Κύπελλο Κύπρου Coca-Cola A' B' Κατηγορίας) în scop de sponsorizare, este o competiție cipriotă a cluburilor de fotbal cu eliminatorii directe, găzduită anual de Asociația de Fotbal a Ciprului. Ea a fost fondată în 1934, în același an cu Prima Ligă Cipriotă.
Desfășurată pentru prima dată în 1934, este a doua cea mai importantă competiție din fotbalul cipriot, după prima ligă  și deschisă tuturor cluburilor cipriote profesioniste. Din 2008, la eveniment participă doar echipele din prima și a doua divizie, în timp ce echipele din a treia și a patra divizie concurează în Cupa Cipriotă pentru diviziile inferioare.
Inițial, doar echipele din divizia A au participat la Cupa Ciprului. Divizia B a fost creată în paralel cu Divizia A, dar a fost considerată non-liga la acea vreme, deoarece era compusă în principal din echipele de rezervă ale cluburilor din prima divizie.
Din sezonul 1952–53, echipele campionatului diviziei a 2-a participă la Cupa Ciprului, cu singura excepție a sezonului 1963–64. În anumite sezoane din anii 1960 și 1970, participau doar echipele de top ale ligii. Din sezonul 1975-76 fiecare echipă din divizia a doua avea să participe la Cupa Ciprului. Nicio echipă din a doua divizie nu a ajuns vreodată în finală, dar a reușit să se califice în semifinale de patru ori ( Nea Salamis în 1953-54, Orfeas Nicosia în 1983-84, PAEEK în 1984-85 și  Paphos în 2005-06).
Echipele divizionarei a treia cipriote au participat la Cupa Ciprului abia din sezonul 1971–72, iar echipele din divizia a patra s-au alăturat competiției mult mai târziu, abia din sezonul 1986–87. Din 2008–09, atât echipele din divizia a 3-a cât și echipele din divizia a 4-a nu mai au voie să participe la Cupa Ciprului, dar dacă doresc acest lucru, pot participa la cupa cipriotă pentru diviziile inferioare. Nicio echipă din cele două divizii nu a ajuns vreodată în finală sau în semifinale. Cel mai bun parcurs al unei echipe din campionatul diviziei a 3-a în Cupa Ciprului a fost în sezonul 1987–88 când a ajuns în sferturile de finală, reușita îi aparținei echipei Chalkanoras Idaliou. Din 1962, sponsorul competiției este Coca-Cola Cyprus (Lanitis Bros Ltd). Cupa Coca-Cola continuă și astăzi. În 1998, cupa a fost redenumită oficial în Cupa Coca-Cola.

## Stadioane
Finala cupei a avut loc pe șase stadioane diferite. Vechiul stadionul GSP a fost ales ca teren al finalei deoarece era stadionul cu cea mai mare capacitate din Cipru, la acea vreme, finala din 1977–78 a fost ultima pe care a găzduit-o. După demolarea sa, în 1999, în locul său s-a construit un stadion nou și mult mai modern, care și-a păstrat același nume de GSP. Datorită capacității sale mari și a facilităților moderne, noul stadion GSP este prima alegere pentru găzduirea finalei, deși adesea nu este un loc neutru, deoarece APOEL și Omonia apar frecvent în finală. Din sezonul 2016–17, CFA a decis ca finala cupei să se desfășoare pe noul stadion GSP, indiferent de echipele participante. În unele cazuri, echipa adversă a fost de acord să se organizeze finala pe noul stadion GSP, chiar dacă era terenul de acasă al adversarului. Acest lucru s-a petrecut în cinci finale, prima dată a fost în 2004-05, apoi în sezoanele 2006-07, 2007-08, 2011-12 și ultima dată în 2013-14.
| Stadion              | Construit în : | Gazdă | Prima oară | Ultima oară | Ref.         | Stadion           | Construit în : | Gazdă | Prima oară | Ultima oară | Ref.        |
| -------------------- | -------------- | ----- | ---------- | ----------- | ------------ | ----------------- | -------------- | ----- | ---------- | ----------- | ----------- |
| Stadionul GSP (1902) | 1902           | 37    | 1935       | 1978        | [ 4 ] [ 5 ]  | Stadionul Makario | 1978           | 7     | 1979       | 1998        | [ 6 ] [ 7 ] |
| Stadionul GSP        | 1998           | 19    | 2000       | 2024        | [ 6 ] [ 8 ]  | Stadionul GSZ     | 1982           | 5     | 1993       | 2015        | [ 6 ] [ 9 ] |
| Stadionul Tsirio     | 1975           | 18    | 1976       | 2016        | [ 6 ] [ 10 ] | Stadionul GSE     | 1911           | 1     | 1971       | –           | [ 6 ] [ 9 ] |

Din 1981, când Cipru avea acum stadioane potrivite pentru a organiza astfel de jocuri, neutralitatea locului de desfășurare a finalei a fost întotdeauna scopul, adică, dacă cele două echipe ar avea sediul în orașe diferite, finala avea să se desfășoare într-un al treilea oraș. Inițial au fost stadioane doar în Nicosia (Makario) și Limassol (Tsirio), până în 1989, când a fost inaugurat noul stadion GSZ la Larnaca, când echipele din Nicosia și Limassol s-au confruntat în finală în trei ocazii 1982, 1986, 1988. Locul finalei a fost stabilit prin tragere la sorți, iar stadionul Tsirio fiind extras în toate cele trei ocazii. Potrivit anunțului, dacă finala se termină la egalitate, finala se va rejuca la domiciliul celeilalte echipe. Acest lucru s-a întâmplat în două rânduri, în 1970–71, când prima finală s-a terminat la egalitate pe vechiul stadionul GSP și rejucarea pe stadionul GSE, iar următoarea dată s-a repetat în 1981–82 când a avut loc prima finală la Tsirio, s-a încheiat la egalitate și rejucarea a avut loc la Makareio. În 1989, noul stadion GSZ a fost disponibil și pentru finală, care a găzduit o finală pentru prima dată în 1992–93.

## Rezultate
Cupa Ciprului a avut loc pentru prima dată în sezonul 1934–35, în același an în care a fost fondată Asociația de Fotbal din Cipru. Cupa Cipriotă din 1934–35 a fost prima competiție organizată vreodată de CFA, deoarece s-a desfășurat înainte de campionatul de fotbal al primei ligi din 1934–35. Cupa a avut loc în fiecare sezon de atunci, cu următoarele excepții: 
În perioada 1941–1944, competiția nu a avut loc din cauza celui de-al Doilea Război Mondial. Mulți ciprioți au fost înrolați în mod voluntar în armata greacă și cea engleză și, de asemenea au format o constituție cipriotă. Majoritatea echipelor au întreprins un proiect național prin colectarea de bani și îmbrăcăminte pentru a fi trimise în Grecia, pentru a ajuta poporul grec și armata. Mai mult, mulți refugiați greci au fugit în Cipru. Din cauza condițiilor de război, CFA a decis să suspende toate competițiile.
În perioadele 1955–58 și 1959–61, competiția nu a avut loc din cauza situației instabile din Cipru în ceea ce privește lupta EOKA. Între timp, în sezonul 1958–59 a avut loc o cupă specială, tot atunci, campionatul de fotbal nu s-a desfășurat din aceleași motive. Când ostilitățile s-au încheiat și totul arăta că Cipru își va câștiga independența, CFA a decis să readucă echipele care au fost inactive de câteva luni și a decis să lanseze o cupă specială numită „Cupa Independenței”. Evenimentul a fost considerat oficial și câștigătorul său este inclus în lista câștigătorilor cupei cipriote. Competiția s-a reluat din 1961–62, și de atunci s-a jucat în fiecare an până în ziua de azi, cu excepția sezonului 2019–20, când cupa a fost abandonată după sferturile de finală, din cauza pandemiei de COVID-19.
| Finala | Câștigătoare | Scor | Finalistă | Finala | Câștigătoare | Scor | Finalistă | Finala | Câștigătoare | Scor | Finalistă |
| ------ | ------------ | ---- | --------- | ------ | ------------ | ---- | --------- | ------ | ------------ | ---- | --------- |

| 2025 | AEK Larnaca ✠ | 0 - 0 | Pafos        | 2026 | -            |       | -             | 2027 | -            |       | -            |
| 2022 | Omonia ✠      | 0 - 0 | Achnas       | 2023 | Omonia       | 1 - 0 | AEL Limassol  | 2024 | Pafos        | 3 - 0 | Omonia       |
| 2018 | AEK Larnaca   | 2 - 1 | Apollon      | 2019 | AEL Limassol | 2 - 0 | APOEL         | 2021 | Anorthosis   | 2 - 1 | Olympiakos   |
| 2015 | APOEL         | 4 - 2 | AEL Limassol | 2016 | Apollon      | 2 - 1 | Omonia        | 2017 | Apollon      | 1 - 0 | APOEL        |
| 2012 | Omonia        | 1 - 0 | AEL Limassol | 2013 | Apollon      | 2 - 1 | AEL Limassol  | 2014 | APOEL        | 2 - 0 | Ermis        |
| 2009 | Kinyras       | 2 - 0 | AEL Limassol | 2010 | Apollon      | 2 - 1 | APOEL         | 2011 | Omonia ✠     | 1 - 1 | Apollon      |
| 2006 | APOEL         | 3 - 2 | AEK Larnaca  | 2007 | Anorthosis   | 3 - 2 | Omonia        | 2008 | APOEL        | 2 - 0 | Anorthosis   |
| 2003 | Anorthosis ✠  | 0 - 0 | AEL Limassol | 2004 | AEK Larnaca  | 2 - 1 | AEL Limassol  | 2005 | Omonia       | 2 - 0 | Morphou      |
| 2000 | Omonia        | 4 - 2 | APOEL        | 2001 | Apollon      | 1 - 0 | Nea Salamis   | 2002 | Anorthosis   | 1 - 0 | Achnas       |
| 1997 | APOEL         | 2 - 0 | Omonia       | 1998 | Anorthosis   | 3 - 1 | Apollon       | 1999 | APOEL        | 2 - 0 | Anorthosis   |
| 1994 | Omonia        | 1 - 0 | Anorthosis   | 1995 | APOEL        | 4 - 2 | Apollon       | 1996 | APOEL        | 2 - 0 | AEK Larnaca  |
| 1991 | Omonia        | 1 - 0 | Olympiakos   | 1992 | Apollon      | 1 - 0 | Omonia        | 1993 | APOEL        | 4 - 1 | Apollon      |
| 1988 | Omonia        | 2 - 1 | AEL Limassol | 1989 | AEL Limassol | 3 - 2 | Aris Limassol | 1990 | Nea Salamis  | 3 - 2 | Omonia       |
| 1985 | AEL Limassol  | 1 - 0 | EPA Larnaca  | 1986 | Apollon      | 2 - 0 | APOEL         | 1987 | AEL Limassol | 1 - 0 | Apollon      |
| 1982 | Omonia        | 4 - 1 | Apollon      | 1983 | Omonia       | 2 - 1 | Paralimni     | 1984 | APOEL        | 3 - 1 | Pezoporikos  |
| 1979 | APOEL         | 1 - 0 | AEL Limassol | 1980 | Omonia       | 3 - 1 | Alki Larnaca  | 1981 | Omonia       | 3 - 0 | Paralimni    |
| 1976 | APOEL         | 6 - 0 | Alki Larnaca | 1977 | Olympiakos   | 2 - 0 | Alki Larnaca  | 1978 | APOEL        | 3 - 0 | Olympiakos   |
| 1973 | APOEL         | 1 - 0 | Pezoporikos  | 1974 | Omonia       | 2 - 0 | Paralimni     | 1975 | Anorthosis   | 3 - 2 | Paralimni    |
| 1970 | Pezoporikos   | 2 - 1 | Alki Larnaca | 1971 | Anorthosis   | 1 - 0 | Omonia        | 1972 | Omonia       | 3 - 1 | Pezoporikos  |
| 1967 | Apollon       | 1 - 0 | Alki Larnaca | 1968 | APOEL        | 2 - 1 | EPA Larnaca   | 1969 | APOEL        | 1 - 0 | Omonia       |
| 1964 | Anorthosis    | 3 - 0 | APOEL        | 1965 | Omonia       | 5 - 1 | Apollon       | 1966 | Apollon      | 4 - 2 | Nea Salamis  |
| 1959 | Anorthosis    | 1 - 0 | AEL Limassol | 1962 | Anorthosis   | 5 - 2 | Olympiakos    | 1963 | APOEL        | 1 - 0 | Anorthosis   |
| 1953 | EPA Larnaca   | 2 - 1 | Çetinkaya    | 1954 | Çetinkaya    | 2 - 1 | Pezoporikos   | 1955 | EPA Larnaca  | 2 - 1 | Pezoporikos  |
| 1950 | EPA Larnaca   | 2 - 1 | Anorthosis   | 1951 | APOEL        | 7 - 0 | EPA Larnaca   | 1952 | Çetinkaya    | 4 - 1 | Pezoporikos  |
| 1947 | APOEL         | 4 - 1 | Anorthosis   | 1948 | AEL Limassol | 2 - 0 | APOEL         | 1949 | Anorthosis   | 3 - 0 | APOEL        |
| 1941 | APOEL         | 2 - 1 | AEL Limassol | 1945 | EPA Larnaca  | 3 - 1 | APOEL         | 1946 | EPA Larnaca  | 2 - 1 | APOEL        |
| 1938 | Enosis Trust  | 2 - 1 | AEL Limassol | 1939 | AEL Limassol | 3 - 1 | APOEL         | 1940 | AEL Limassol | 3 - 1 | Pezoporikos  |
| 1935 | Enosis Trust  | 1 - 0 | APOEL        | 1936 | Enosis Trust | 4 - 1 | Çetinkaya     | 1937 | APOEL        | 2 - 1 | Enosis Trust |

Cu toate că sunt 81 de ediții, s-au disputat 85 de finale deoarece în 6 cazuri finala s-a încheiat la egalitate și a fost nevoie de o rejucare, în timp ce, în sezonul 2019-20 evenimentul a fost întrerupt și nu a avut loc nicio finală.
Prima finală de cupă care a fost reluată a fost finala din 1935, dintre Enosis Trust și APOEL. Remiza inițială s-a terminat cu 0 – 0, iar EnosisTrust a câștigat meciul de reluare cu 1 – 0. În 1940, după 1 – 1 în prima finală, AEL Limassol câștigă în meciul de reluare cu 3 – 1 împotriva echipei din Larnaca, Pezoporikos. Alte finale reluate a fost cea din 1963, în care APOEL se impune în fața celor de la Anorthosis cu 1 – 0 în meciul de reluare, în prima finală meciul s-a încheiat 2 – 2, și cea din 1971 cu triumful celor de la Anorthosis în fața celor de la Omonia (1 – 1, final 1 – 0). Omonia câștigă cupa din 1981 și pe cea din 1982, tot după un meci de reluare. În prima reluare adversari îi sunt cei de la Paralimni, pe care o învinge cu scorul de 3 – 0 și în a doua reluare, adversari îi sunt cei de la Apollon, pe care o învinge cu un scor categoric de 4 – 1. În primele finale disputate din 1981 și 1982, meciurile s-au încheiat la egalitate cu scorul de 1 – 1, respectiv 2 – 2.

## Palmares
Cluburile din Nicosia domină palmaresul acestei competiții: APOEL Nicosia este cel mai de succes club cu 21 de trofee, urmat de Omonia Nicosia cu 16 trofee, în timp ce Pafos FC este actuala campioană din 2024. Câștigătorul competiției va intră în tururile de calificare ale Europa League și se va duela în Supercupa Ciprului cu Campiona Ciprului.
| Club Sportiv | Trofee | Prima oară | Ultima oară | Finalistă | Prima oară | Ultima oară | Finale jucate |

| APOEL         | 21 | 1937 | 2015 | 12 | 1935 | 2019 | 33 |
| Omonia        | 16 | 1965 | 2023 | 8  | 1969 | 2024 | 24 |
| Anorthosis    | 13 | 1949 | 2021 | 6  | 1947 | 2008 | 19 |
| Apollon       | 9  | 1966 | 2017 | 8  | 1965 | 2018 | 17 |
| AEL Limassol  | 7  | 1939 | 2019 | 12 | 1938 | 2023 | 19 |
| EPA Larnaca   | 5  | 1945 | 1955 | 3  | 1951 | 1985 | 8  |
| AEK Larnaca   | 3  | 2004 | 2025 | 2  | 1996 | 2006 | 5  |
| Enosis Trust  | 3  | 1935 | 1938 | 1  | 1937 | -    | 4  |
| Çetinkaya     | 2  | 1952 | 1954 | 2  | 1936 | 1953 | 4  |
| Pezoporikos   | 1  | 1970 | -    | 7  | 1940 | 1984 | 8  |
| Olympiakos    | 1  | 1977 | -    | 4  | 1962 | 2021 | 5  |
| Nea Salamis   | 1  | 1990 | -    | 2  | 1966 | 2001 | 3  |
| Pafos         | 1  | 2024 | -    | 1  | 2025 | -    | 2  |
| Kinyras       | 1  | 2009 | -    | -  | -    | -    | 1  |
| Alki Larnaca  | -  | -    | -    | 5  | 1967 | 1980 | 5  |
| Paralimni     | -  | -    | -    | 4  | 1974 | 1983 | 4  |
| Achnas        | -  | -    | -    | 2  | 2002 | 2022 | 2  |
| Aris Limassol | -  | -    | -    | 1  | 1989 | -    | 1  |
| Morphou       | -  | -    | -    | 1  | 2005 | -    | 1  |
| Ermis         | -  | -    | -    | 1  | 2014 | -    | 1  |

Din 1962-63, câștigătorul cupei și-a asigurat participarea la una dintre competițiile UEFA. În trecut, dacă câștigătorul cupei era și câștigătorul primei divizii cipriote (adică s-au calificat deja într-o competiție europeană), locul lor era acordat finalistei. Din 2015, în urma deciziei UEFA, dacă câștigătorul cupei este și câștigătorul primei divizii cipriote, atunci locul câștigătorului cupei este acordat celei de-a doua echipe din campionatul intern, astfel, echipa de pe locul 4 beneficiază de oportunitatea de a participa și ea pentru una dintre competițiile UEFA.

## Semifinale
| Club Sportiv | Apariții | Prima oară | Ultima oară |
| ------------ | -------- | ---------- | ----------- |

| Club Sportiv | Apariții | Prima oară | Ultima oară |
| ------------ | -------- | ---------- | ----------- |

| Club Sportiv | Apariții | Prima oară | Ultima oară |
| ------------ | -------- | ---------- | ----------- |

| APOEL        | 55 | 1935 | 2021 |
| Apollon      | 32 | 1965 | 2025 |
| Pezoporikos  | 17 | 1940 | 1991 |
| Nea Salamis  | 12 | 1954 | 2001 |
| Alki Larnaca | 8  | 1963 | 1980 |
| Achnas       | 6  | 1998 | 2022 |
| Doxa         | 2  | 2014 | 2017 |
| Morphou      | 1  | 2005 | -    |

| Omonia       | 40 | 1963 | 2025 |
| AEL Limassol | 30 | 1938 | 2023 |
| EPA Larnaca  | 14 | 1936 | 1992 |
| Çetinkaya    | 12 | 1935 | 1955 |
| Paralimni    | 8  | 1971 | 2019 |
| Enosis Trust | 4  | 1935 | 1938 |
| Orfeas       | 1  | 1984 | -    |
| Kinyras      | 1  | 2009 | -    |

| Anorthosis    | 33 | 1935 | 2022 |
| Olympiakos    | 20 | 1937 | 2023 |
| AEK Larnaca   | 13 | 1996 | 2025 |
| Aris Limassol | 8  | 1938 | 2024 |
| Paphos        | 6  | 1982 | 2006 |
| Pafos         | 4  | 2018 | 2025 |
| PAEEK         | 1  | 1985 | -    |
| Ermis         | 1  | 2014 | -    |